# Edward Kłoniecki
Edward Kłoniecki (ur. 16 lipca 1890 w Studzieńcu, zm. 9 października 1956 w Zakopanem) – polski nauczyciel, poeta  i literat.

## Życiorys
Pracował jako nauczyciel w szkołach Mazowsza, Śląska i Zagłębia Dąbrowskiego. Pierwszy tom wierszy wydał w 1919 w Sosnowcu. Ze względu na problemy zdrowotne przeprowadził się w 1925 na Podhale (uczył we wsi Nowe Bystre), a potem do Zakopanego. Uczył tutaj w Państwowej Szkole Przemysłu Drzewnego, w szkole na ul. Nowotarskiej, a potem, do emerytury w 1950, w szkole na Wilczniku. Od 1922 systematycznie wychodził w Tatry i opisywał je w swych dziełach.
Publikował głównie wiersze, opowiadania (także pisane gwarą) i obrazki sceniczne. Współpracował z takimi czasopismami, jak: Gazeta Zakopiańska, Głos Zakopiański, Tygodnik Zakopiański, Zakopane i Nowiny tatrzańskie. Był współzałożycielem (wraz z Piotrem Faronem i Stanisławem Mrozem, nauczycielem z Wilcznika) czasopisma Młody taternik (dwutygodnik wydawany przez półtora roku). Podczas okupacji niemieckiej brał udział w tajnym nauczaniu w Zakopanem, jednak jego wiersze publikowano w czasopiśmie Ster, które było publikatorem kolaboracyjnym. Po zakończeniu wojny oskarżano go o współpracę z okupantem, ale w 1949 zarzuty wycofano. Pochowany jest na Nowym Cmentarzu w Zakopanem (kw. L-1-6). 

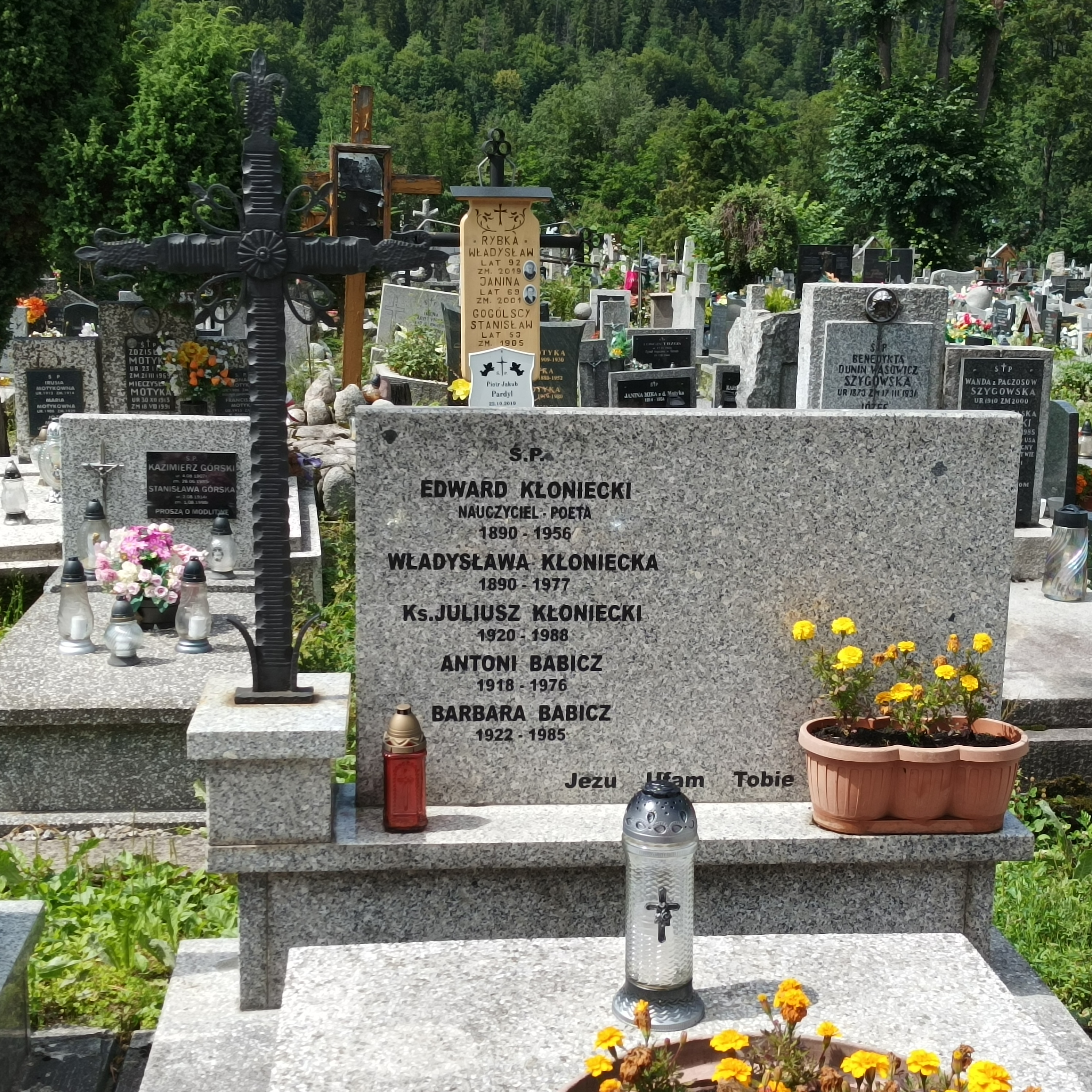
Grób Edwarda Kłonieckiego na Nowym Cmentarzu w Zakopanem

## Utwory
- Świat się budzi, wiersze, Sosnowiec, 1919,
- Kwiaty młodości, wiersze, 1933[2],
- wybrane wiersze: A kiedy dzwon, Do czasu, Jeżeli chcesz, Kolęda góralska, O, góry wy moje, Staw Smreczyński, W łopocie flag rozwiniętych...[4].